# Санта-Крус-де-Момпос
Санта-Крус-де-Момпос (исп. Santa Cruz de Mompox), иногда называется просто Момпос — город и муниципалитет на севере Колумбии в департаменте Боливар, известный своей сохранившейся архитектурой колониального периода. Город расположен на берегу реки Магдалена у впадения в неё реки Каука, в 249 км от Картахены. Город экономически зависит от туризма, рыболовства и торговли продуктами животноводства окружающего региона. Его население составляет около 30 тысяч жителей.

## История
Мампо (или Момпох) было именем вождя местного народа кимбрая, жившего здесь на момент прибытия испанцев, а «Момпос» означает «земля вождя Мампо». Испанский город был основан на этом месте 3 мая 1537 года доном Алонсо де Эредия в качестве безопасного порта на реке Магдалена. Город быстро стал важным портом для торговли с внутренними областями страны, а в самом городе начала развиваться ювелирная промышленность. С получением Колумбией независимости город стал приходить в упадок, а с изменением направления течения реки в начале XX века он окончательно потерял прежнее значение. Важные функции порта перешли к Маганге.
Симон Боливар, освободитель значительной части испанской Южной Америки от колониального контроля метрополии, именно здесь в 1812 году набрал около 400 человек, составивших основу его армии, с которой он одержал первую победу под Каракасом. Ему принадлежат слова: «Если я обязан Каракасу жизнью, то Мопосу я обязан славой».

## Архитектура
Санта-Крус-де-Момпос известен целым рядом сохранившихся образцов колониальной архитектуры, объединившей испанский и местный стили. С 1995 года исторический центр города входит в список Всемирного наследия ЮНЕСКО. Большинство колониальных зданий всё ещё используются по назначению, и Мопос является наглядным примером испанского колониального города. Характерными для города являются многочисленные чугунные декорированные двери, оконные решётки, перила и другие подобные детали.
- Церковь Сан-Франциско была построена в 1564 году, а конвент был основан в 1580 году монахом Франсиско Гонсага. Церковь известна её фресками, часть из которых была повреждена в ходе реконструкции 1996 года. С тех пор была проведена реставрация и восстановление этих фресок.

- Госпиталь Сан-Хуан-де-Диос был основан в 1550 году. В 1663 году Орден Госпитальеров получил его под своё управление. Работа госпиталя финансировалась богатыми семьями региона и за счёт налогов за речные перевозки. Сан-Хуан-де-Диос считается старейшим госпиталем в Америке, всё ещё расположенным в первоначальном помещении.

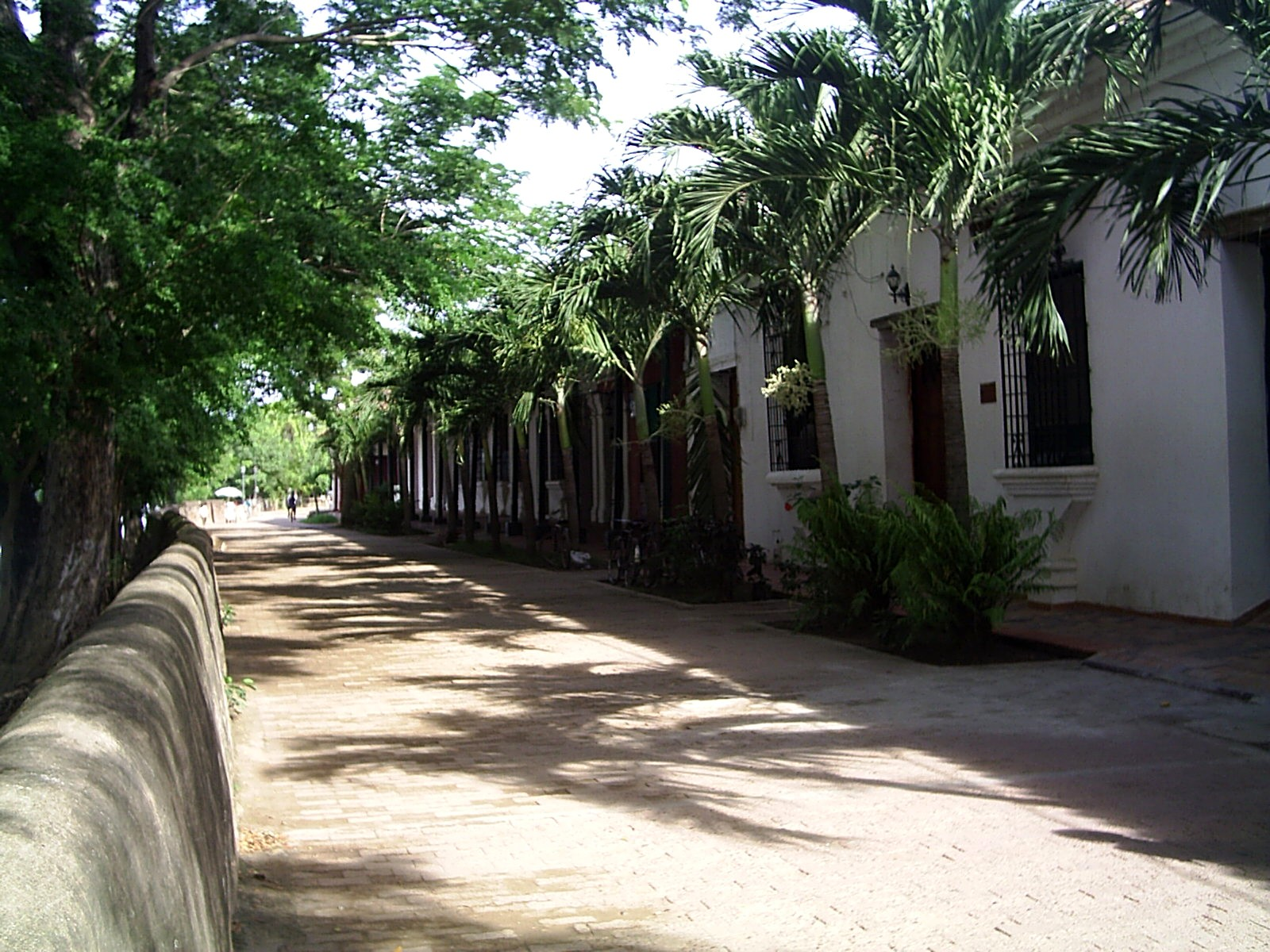
Городская улица.

- Дом Апостолов расположен на улице Калье-Реаль-дель-Медио. Раньше здесь жила семья богатых торговцев, а ныне он является туристической достопримечательностью; здесь можно увидеть изображения апостолов и Христа во время тайной вечери.

- Мэрия города содержит подземные катакомбы колониального периода. Именно в этом доме 6 августа 1810 года был подписан Акт независимости Колумбии от Испании и произнесён лозунг «Ser Libres o Morir» (рус. «Быть свободным или умереть»).

- Муниципальный дворец, также известный как монастырь Сан-Карлос, был построен в 1660 году. В этом монастыре находилась первая в городе средняя школа, работавшая до изгнания иезуитов в 1767 году. В 1809 году здесь была основана школа святого Апостола Петра.

- Церковь непорочного зачатия была построена из самана в 1541 году. Через десять лет она была расширена и частично перестроена из кирпича, а соломенная крыша заменена черепичной. Из-за большого размера церкви её часто называют собором Мопоса. За время существования эта церковь была несколько раз ремонтировалась и перестраивалась, последний раз в 1795 году. В 1839 году она была снесена и отстроена заново.

- Церковь Санта-Барбара является самой известной церковью города. Она была завершена в 1613 году и имеет колокольню в стиле барокко, украшена изображениями пальм, цветов и львов.

## Музыка
Мопос также известен тем, что является родиной известного колумбийской певицы Тото ла Момпосин и её группы. Их музыка представляет собой смесь африканских, индейских и испанских стилей и ассоциируется со стилем кумбия.